# Fiat Punto
Fiat Punto – samochód osobowy klasy subkompaktowej produkowany pod włoską marką FIAT w latach 1993–2018.

## Pierwsza generacja (176)

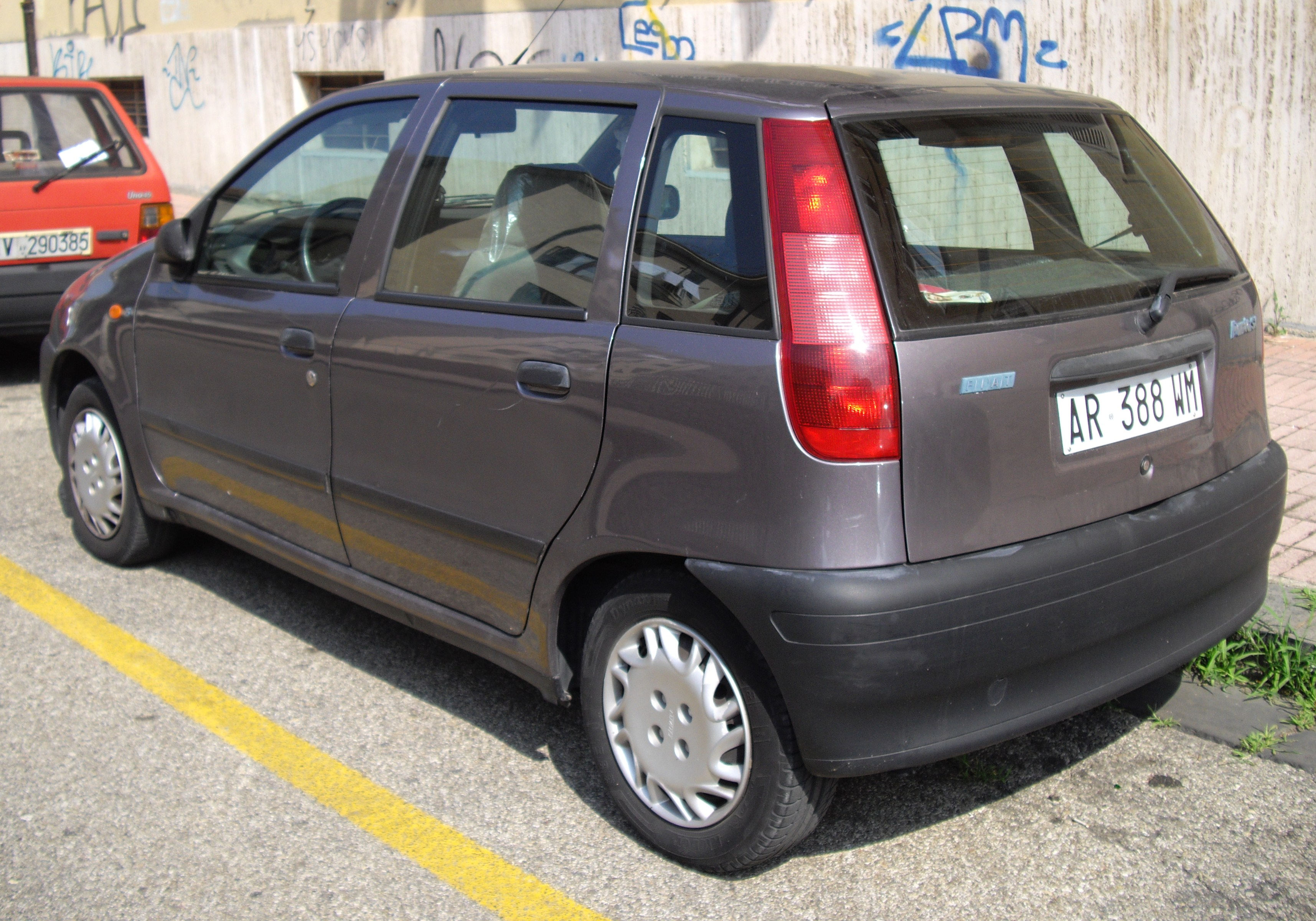
Fiat Punto I – tył

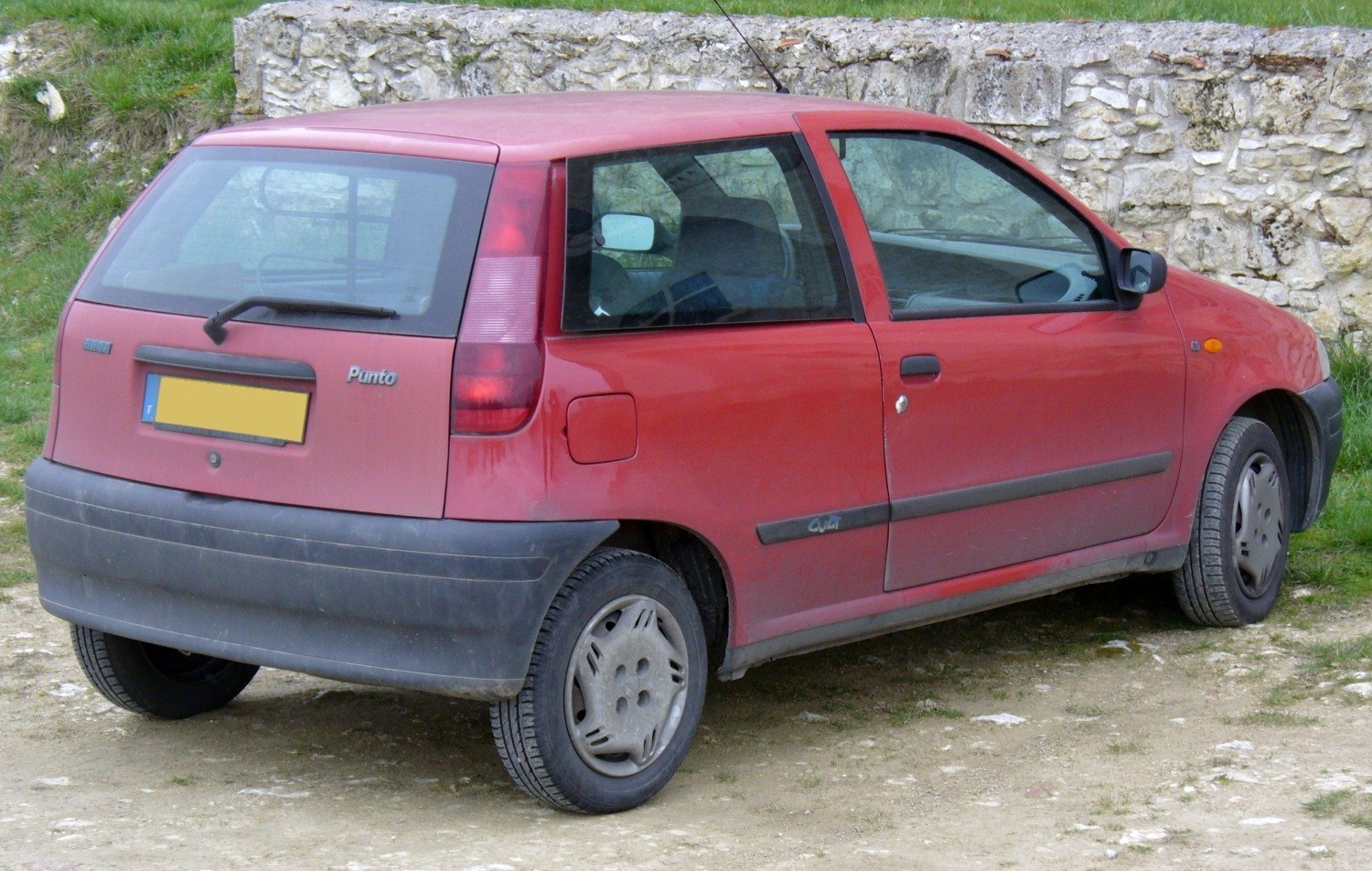
Fiat Punto I – tył wersji trzydrzwiowej

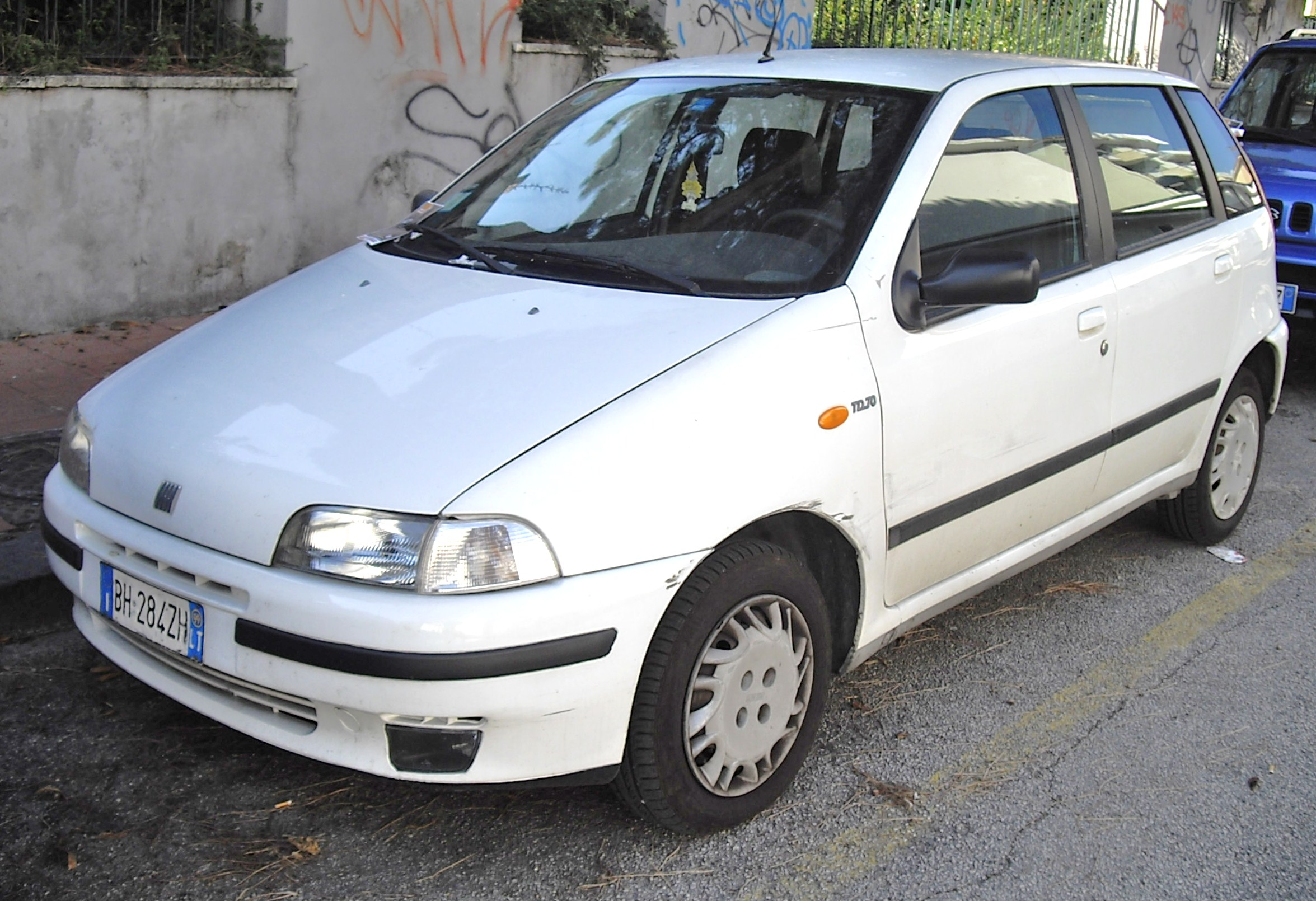
Fiat Punto I po liftingu

Fiat Punto I został po raz pierwszy zaprezentowany we wrześniu 1993 roku na salonie samochodowym w Turynie, jako następca modelu Fiat Uno.
Samochód został zbudowany na płycie podłogowej dzielonej z Lancią Ypsilon oraz Fiatem Barchetta. Sylwetką nadwozia zaprojektował Giorgetto Giugiaro, zrywając z dotychczasową kanciastą stylistyką nadwozi Fiata.
Samochód cieszył się wielką popularnością. W październiku 1993 odbyło się wprowadzenie auta do sprzedaży europejskiej, wraz z huczną oprawą, która przyciągnęła do salonów ponad 3 miliony klientów i zaowocowała złożeniem 100.000 zamówień w ciągu trzech dni.
W 1995 roku pojazd otrzymał tytuł Samochodu Roku. W tym samym roku był najczęściej kupowanym samochodem europejskim z wynikiem 166.132 sprzedanych egzemplarzy.
Wyprodukowano łącznie 3,429 miliona sztuk Punto I generacji.

### Punto GT
Dostępna była usportowiona wersja Punto I wyposażona w turbodoładowany silnik 1.4 o mocy 136 KM, który pozwalał na rozwinięcie maksymalnej prędkości ponad 200 km/h i przyśpieszenie do pierwszych 100 km/h w 7,9 sekundy.

### Punto Cabrio
Klienci od 1994 roku mogli również zamówić wersję kabriolet zaprojektowaną przez Bertone. Pojazd posiadał elektrycznie składany dach (w wersjach SX i ELX) i był wówczas jednym z najtańszych samochodów tego typu na świecie. Od kwietnia 1994 do czerwca 1999 roku wyprodukowano około 55 000 egzemplarzy modelu

### Wersje wyposażenia

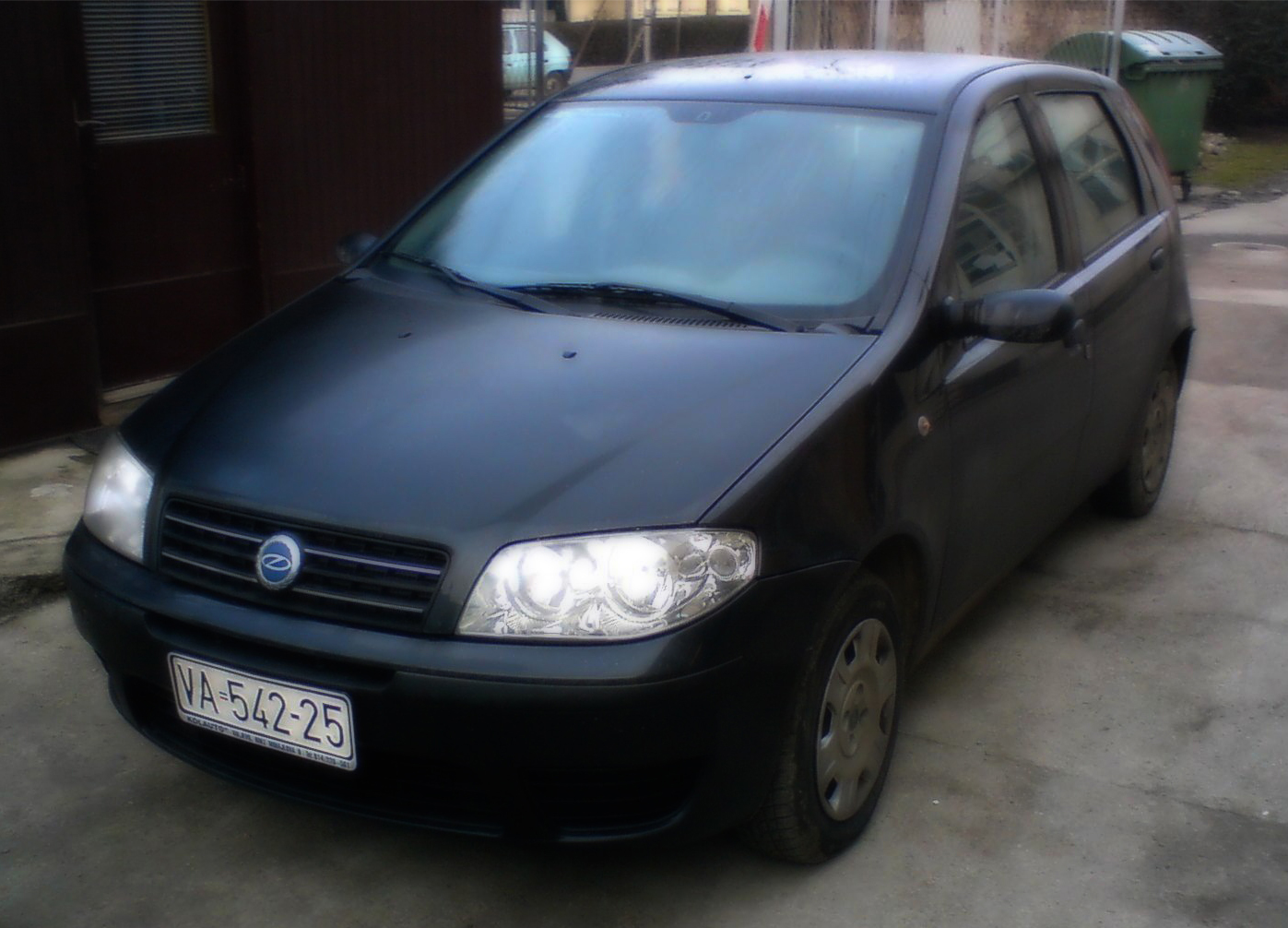
serbska Zastava 10 - przód

- S
- 55 (S)
- SX
- HSD
- ED
- EL
- ELX
- Cult
- Selecta
- Sole
- Star
- Stile
- Team
- Sporting
- GT
- GO

Samochód mógł być wyposażony m.in. w jedną lub dwie poduszki powietrzne oraz klimatyzację.

### Silniki

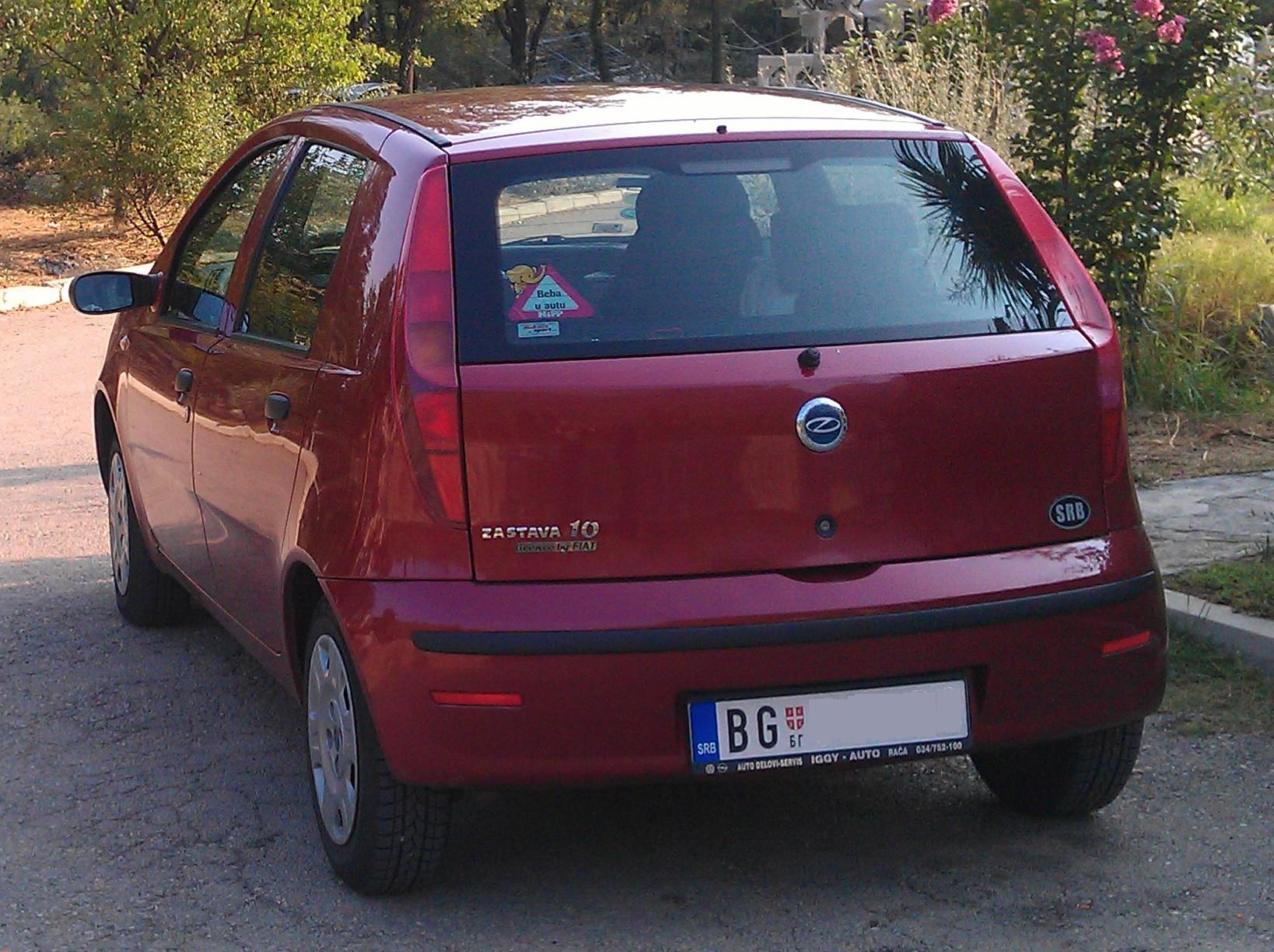
serbska Zastava 10 - tył

| Silnik                | Pojemność skokowa [cm³] | Typ silnika        | Moc maksymalna [KM] przy obr./min | Maks. moment obrotowy [Nm] przy obr./min |                    |                    |                    |                    |                    |
| Silniki benzynowe:    | Silniki benzynowe:      | Silniki benzynowe: | Silniki benzynowe:                | Silniki benzynowe:                       | Silniki benzynowe: | Silniki benzynowe: | Silniki benzynowe: | Silniki benzynowe: | Silniki benzynowe: |
| --------------------- | ----------------------- | ------------------ | --------------------------------- | ---------------------------------------- | ------------------ | ------------------ | ------------------ | ------------------ | ------------------ |
| 55 - 1.1 Fire SPI     | 1108                    | R4                 | 54 (40)/5500                      | 86/3250                                  |                    |                    |                    |                    |                    |
| 60 - 1.2 Fire SPI     | 1242                    | R4                 | 60 (44)/5500                      | 98/3000                                  |                    |                    |                    |                    |                    |
| 75 - 1.2 Fire MPI     | 1242                    | R4                 | 73 (54)/5000                      | 106/4000                                 |                    |                    |                    |                    |                    |
| 85 - 1.2 16V Fire MPI | 1242                    | R4                 | 86 (63)/6000                      | 113/4500                                 |                    |                    |                    |                    |                    |
| 90 - 1.6 SOHC MPI     | 1581                    | R4                 | 90 (66)/5750                      | 129/2750                                 |                    |                    |                    |                    |                    |
| GT 1.4 Turbo SOHC     | 1372                    | R4                 | 131-136 (96-100)/5750             | 208/3000                                 |                    |                    |                    |                    |                    |
| Silniki wysokoprężne: |                         |                    |                                   |                                          |                    |                    |                    |                    |                    |
| D 1.7D                | 1698                    | R4                 | 57 (42)/4500                      | 98/2500                                  |                    |                    |                    |                    |                    |
| TD 60 1.7TD           | 1698                    | R4                 | 64 (46)/4500                      | 118/2500                                 |                    |                    |                    |                    |                    |
| TD 70 1.7TD           | 1698                    | R4                 | 72 (53)/4500                      | 137/2500                                 |                    |                    |                    |                    |                    |
| TD 80 1.7TD           | 1698                    | R4                 | 82/b.d.                           | 174/b.d.                                 |                    |                    |                    |                    |                    |

## Druga generacja (188)

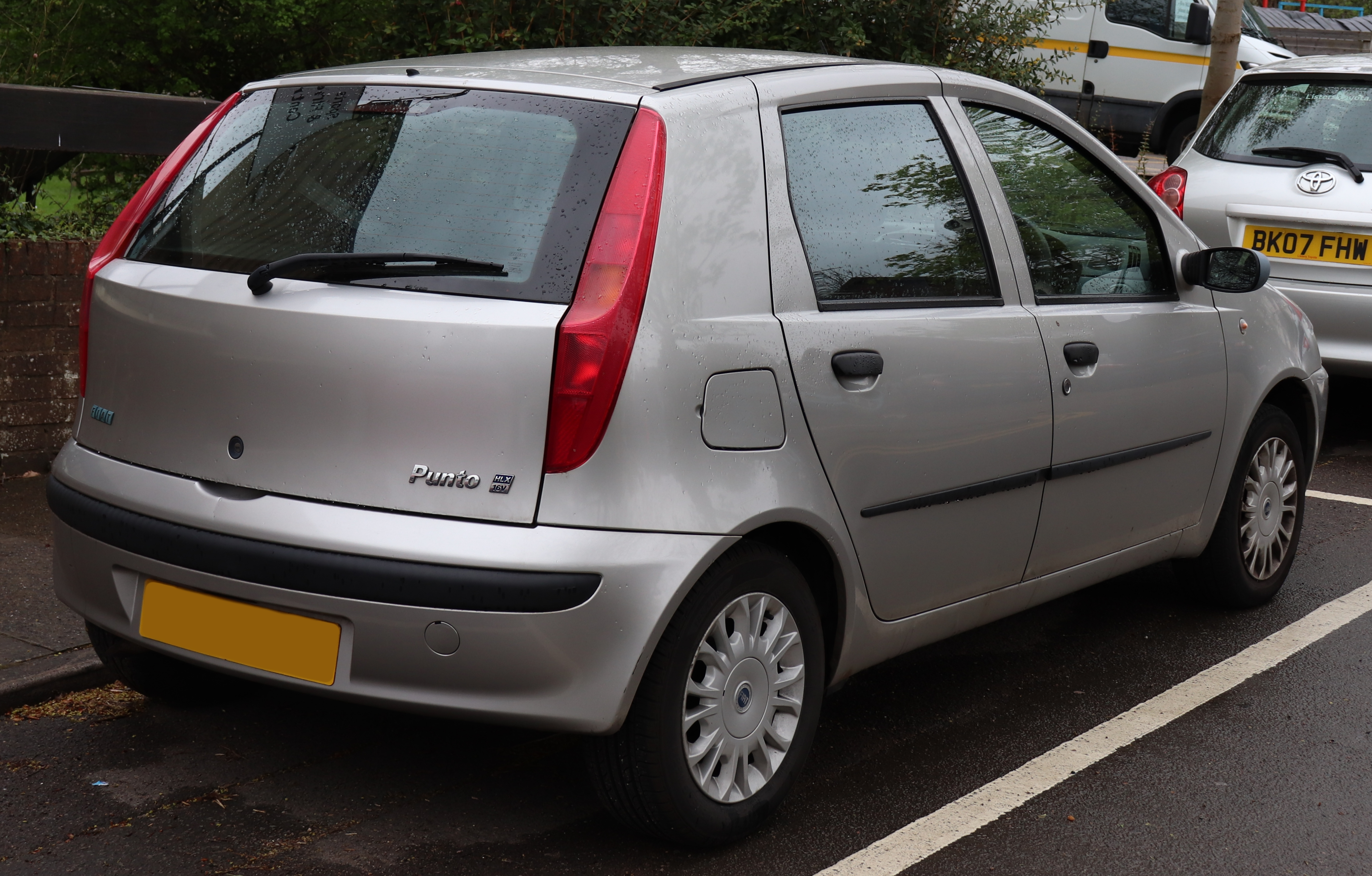
Fiat Punto II – tył

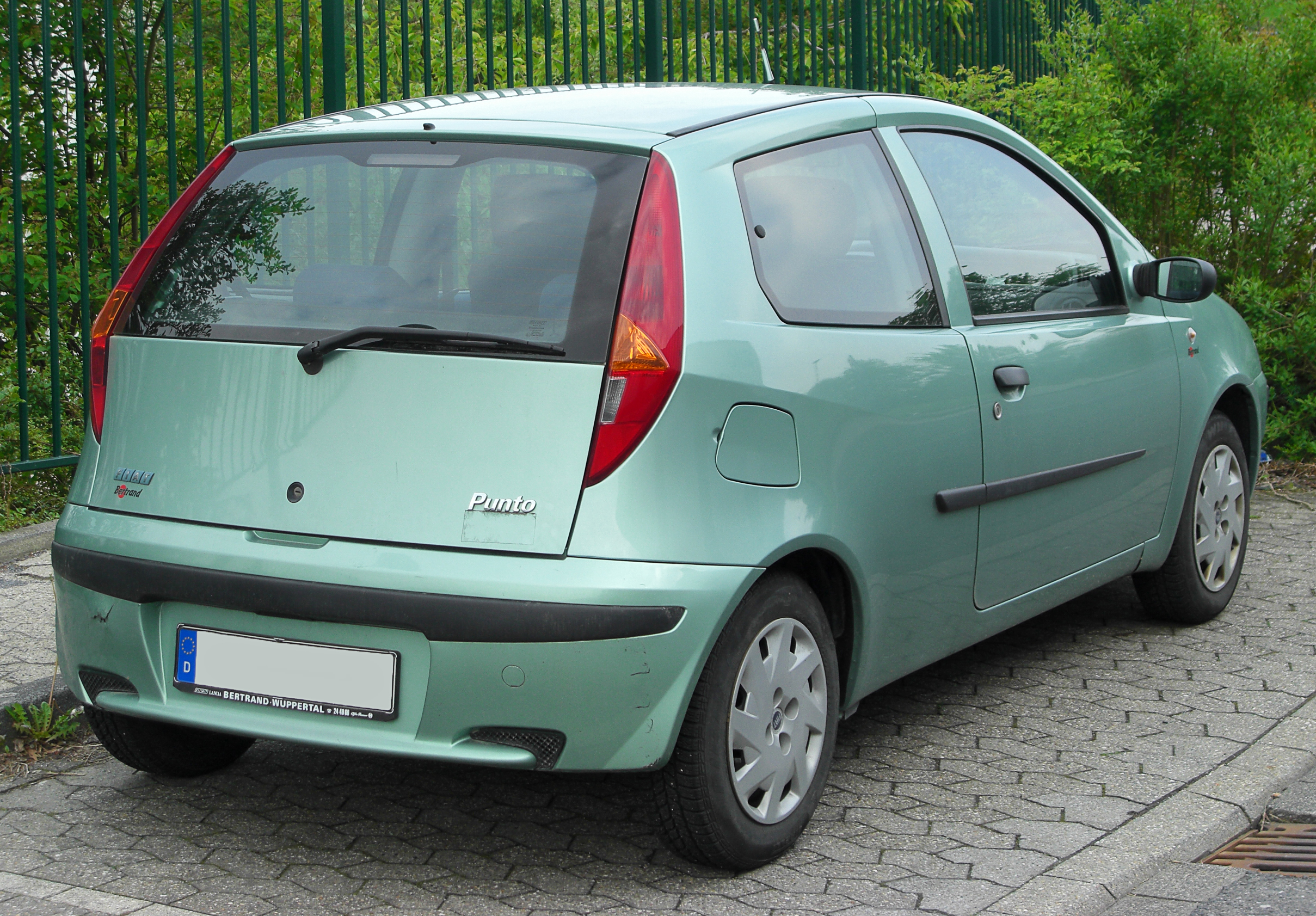
Fiat Punto II w wersji trzydrzwiowej

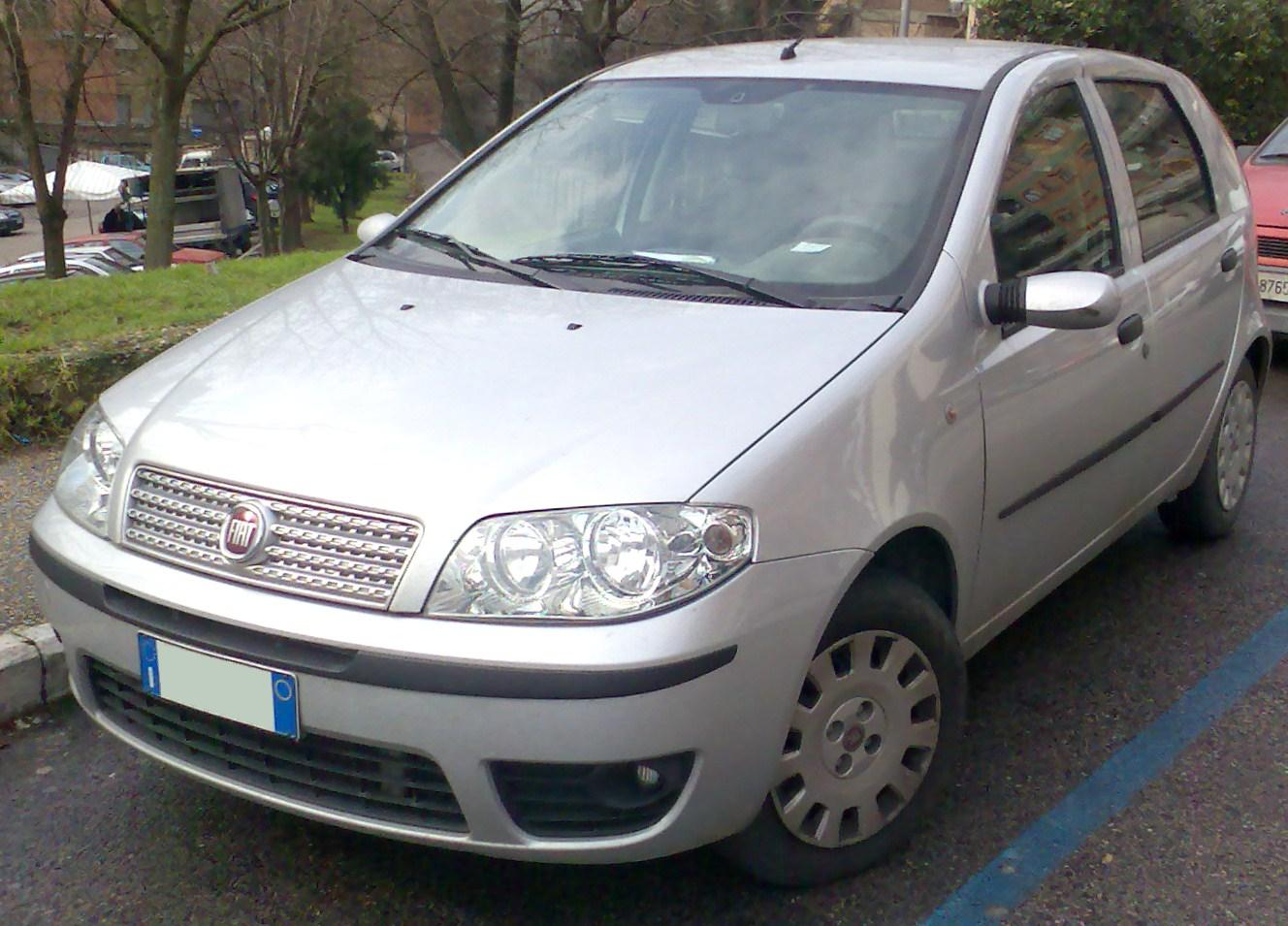
Fiat Punto II po liftingu

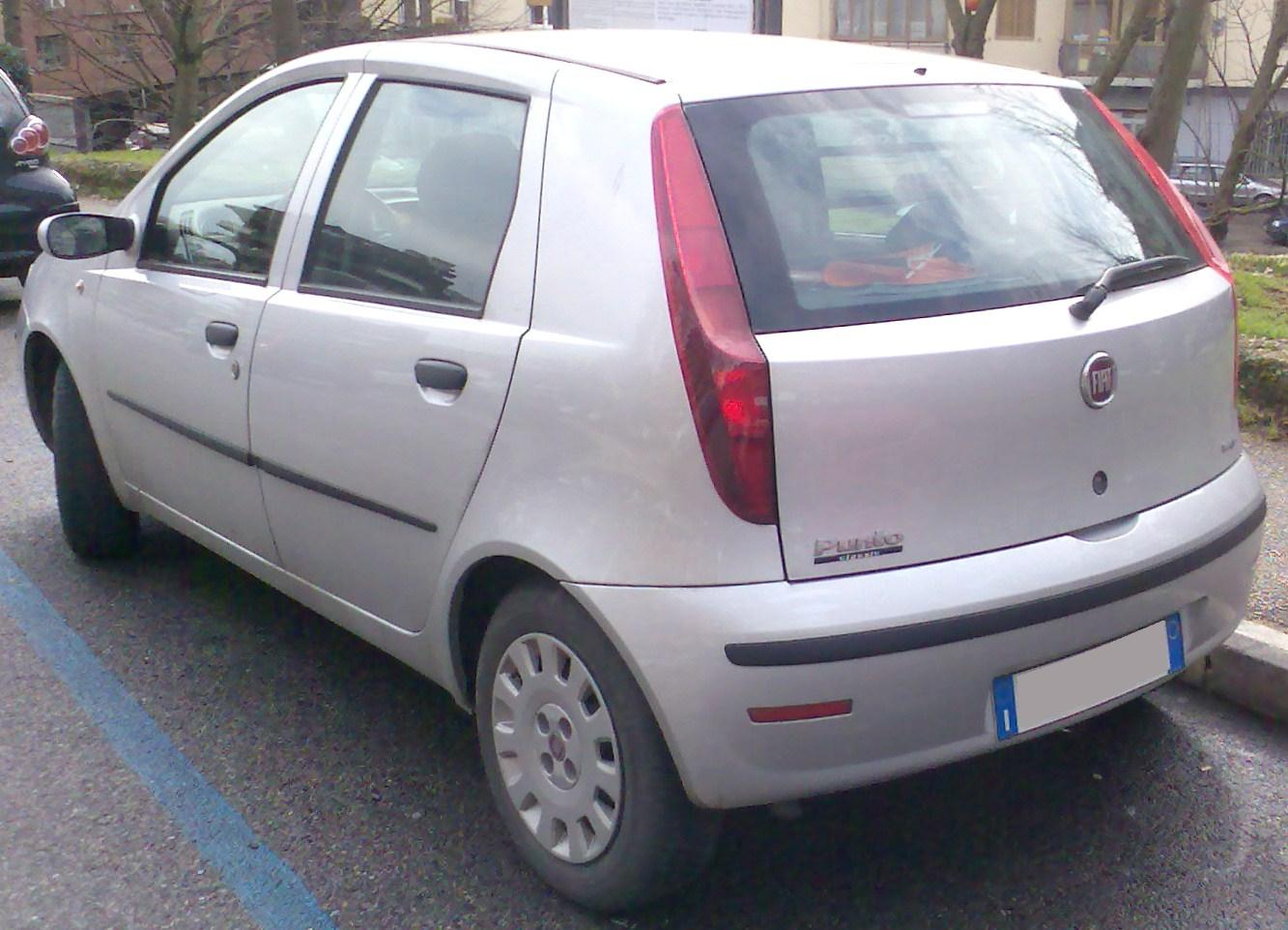
Fiat Punto II – tył po liftingu

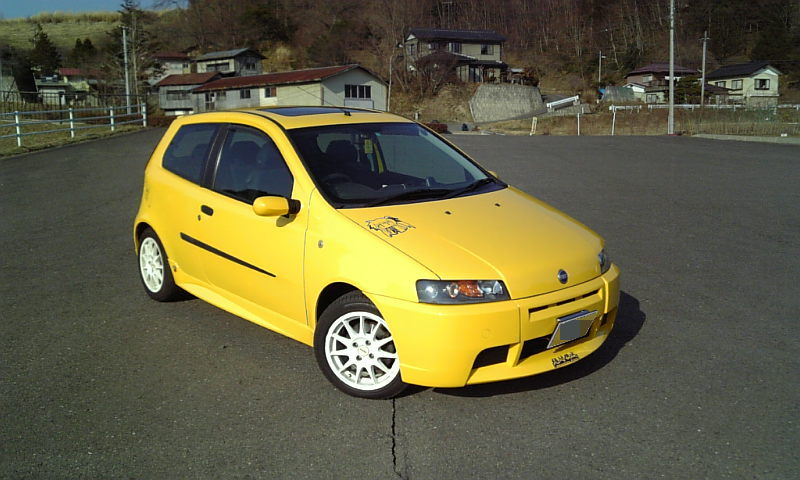
Fiat Punto II Abarth

Fiat Punto II został po raz pierwszy oficjalnie zaprezentowany podczas targów motoryzacyjnych w Genewie w 1999 roku.
Pojazd został opracowany zgodnie z ówczesną filozofią marki zwaną 6x2 oznaczającą, że pojazd skonstruowany ma być tak aby jedna płyta podłogowa i struktura nadwozia służyła dwóm modelem z rzędu, produkowanym przez 6 lat każdy. Zmiany były jednak gruntowne - oprócz elementów stylizacji pojazdu zewnętrznych oraz wewnętrznych i wyposażenia skupiono się także na wzmocnieniu odporności zderzeniowej. Samochód uzyskał 4 gwiazdki w teście Euro NCAP (poprzednik - tylko 2).
Przy okazji premiery pojazdu zaprezentowano również prototypowego Fiata Wish, z nadwoziem podobnym do tego zastosowanego w Peugeocie 206 CC. Model ten został stworzony przez Pininfarinę dla uczczenia stulecia marki Fiat. W 2001 roku wprowadzono na rynek wersje z bezstopniową przekładnią CVT.
Wyprodukowano łącznie 2,96 miliona Punto II generacji.

### Lifting
W 2003 roku auto przeszło facelifting. Zmieniony został m.in. pas przedni w którym zastosowano m.in. nowe reflektory, atrapę chłodnicy oraz zderzaki, a także inne światła tylne. Przy okazji liftingu wprowadzono nowy silnik benzynowy o pojemności 1.4 16V i mocy 95 KM, a także silnik wysokoprężny o pojemności 1.3 l wykonany w technologii Multijet i mocy 70 KM. Wersję HGT wzbogaciła również odmiana z silnikiem Diesla 1.9 Multijet 8v o mocy 100 KM (74 kW) przy 4000 obr./min rozpędzająca Punto w 9,6s 0–100 km/h.

### Punto HGT
Dostępna była także usportowiona wersja pojazdu oznaczona jako HGT. Wyposażono ją w silnik o pojemności 1,8 litra znanym z m.in. Fiata Barchetta. Posiada on moc 131 KM i rozpędza samochód do pierwszych 100 km/h w 8,6 sekundy, natomiast prędkość maksymalna wynosi 205 km/h. Zawieszenie pojazdu zostało usztywnione względem podstawowych odmian, zmieniła się także nieco stylizacja zewnętrzna samochodu. Wyposażenie względem innych odmian było dość bogate, obejmowało m.in. 4 poduszki powietrzne, wspomaganie układu kierowniczego, centralny zamek, elektrycznie regulowane szyby przednie, ABS, a także felgi aluminiowe i klimatyzacje manualną. Opcjonalnie mogliśmy zakupić m.in. elektrycznie otwierany dach czy nawet system nawigacji satelitarnej.

### Punto Classic
W 2005 roku pomimo pojawienia się następcy auta - Fiata Grande Punto, kontynuowano sprzedaż drugiej generacji pojazdu. Produkcja została przeniesiona do Serbii. Samochód został przeznaczony na wschodzące rynki, gdzie był sprzedawany pod nazwą Punto Classic równolegle z nowym modelem. 

### Zastava 10
Od października 2005 roku pojazd produkowany był na zasadach licencji przez serbskie zakłady Zastava w Kragujevacu, jako Zastava 10. W związku z pracami modernizacyjnymi w fabryce Zastavy produkcję modelu zakończono w listopadzie 2008 roku. 30 marca 2009 roku po zakończeniu pierwszego etapu modernizacji zakładów, rozpoczęto znów wytwarzanie pojazdu pod marką Fiat Punto Classic. 25 marca 2011 roku ponownie zakończono produkcję auta. W 2013 roku z powodu dużego zainteresowania modelem na Bałkanach jeszcze raz wznowiono jego wytwarzanie.

### Wersje wyposażenia
- Abarth
- NOBODY
- Actual
- S
- SX
- ELX
- HLX
- Dynamic
- serbska Zastava 10 - przódHGT

### Wersje specjalne
- Cult
- GO
- Sport
- S1600
- Sound
- Van
- Schumacher

### Silniki
| Silnik                          | Pojemność skokowa [cm³] | Typ silnika        | Moc maksymalna [KM] przy obr./min | Maks. moment obrotowy [Nm] przy obr./min | Przyspieszenie 0-100 km/h | Prędkość maksymalna |                    |                    |                    |
| Silniki benzynowe:              | Silniki benzynowe:      | Silniki benzynowe: | Silniki benzynowe:                | Silniki benzynowe:                       | Silniki benzynowe:        | Silniki benzynowe:  | Silniki benzynowe: | Silniki benzynowe: | Silniki benzynowe: |
| ------------------------------- | ----------------------- | ------------------ | --------------------------------- | ---------------------------------------- | ------------------------- | ------------------- | ------------------ | ------------------ | ------------------ |
| 1.2 8V 60                       | 1242                    | R4                 | 60 (44)/5000                      | 102/2500                                 | 14,3                      | 155                 |                    |                    |                    |
| 1.2 16V 80                      | 1242                    | R4                 | 80 (59)/5000                      | 114/4000                                 | 11,4                      | 172                 |                    |                    |                    |
| 1.4 16V                         | 1368                    | R4                 | 95 (70)/5800                      | 128/4500                                 | 9,9                       | 178                 |                    |                    |                    |
| 1.8 16V HGT                     | 1747                    | R4                 | 131 (96)/6300                     | 164/4300                                 | 8,6                       | 205                 |                    |                    |                    |
| Silniki wysokoprężne:           |                         |                    |                                   |                                          |                           |                     |                    |                    |                    |
| 1.3 16V Multijet                | 1248                    | R4                 | 69 (51)/4000                      | 180/1750                                 | 13,4                      | 164                 |                    |                    |                    |
| 1.9 D 8V                        | 1910                    | R4                 | 60 (44)/4500                      | 118/2250                                 | 15                        | 155                 |                    |                    |                    |
| 1.9 JTD 8V                      | 1910                    | R4                 | 80 (59)/3000                      | 196/1500                                 | 12,2                      | 170                 |                    |                    |                    |
| 1.9 JTD 8V                      | 1910                    | R4                 | 86 (63)/3000                      | 200/1500                                 | 11,5                      | 173                 |                    |                    |                    |
| 1.9 Multijet 8V                 | 1910                    | R4                 | 101 (74)/4000                     | 260/1750                                 | 9,6                       | 180                 |                    |                    |                    |
| Silniki zasilane gazem ziemnym: |                         |                    |                                   |                                          |                           |                     |                    |                    |                    |
| 1.2 Natural Power               | 1242                    | R4                 | 60 (44)/5000                      | 102/2500                                 | b.d.                      | 145                 |                    |                    |                    |

## Fiat Grande Punto (199)

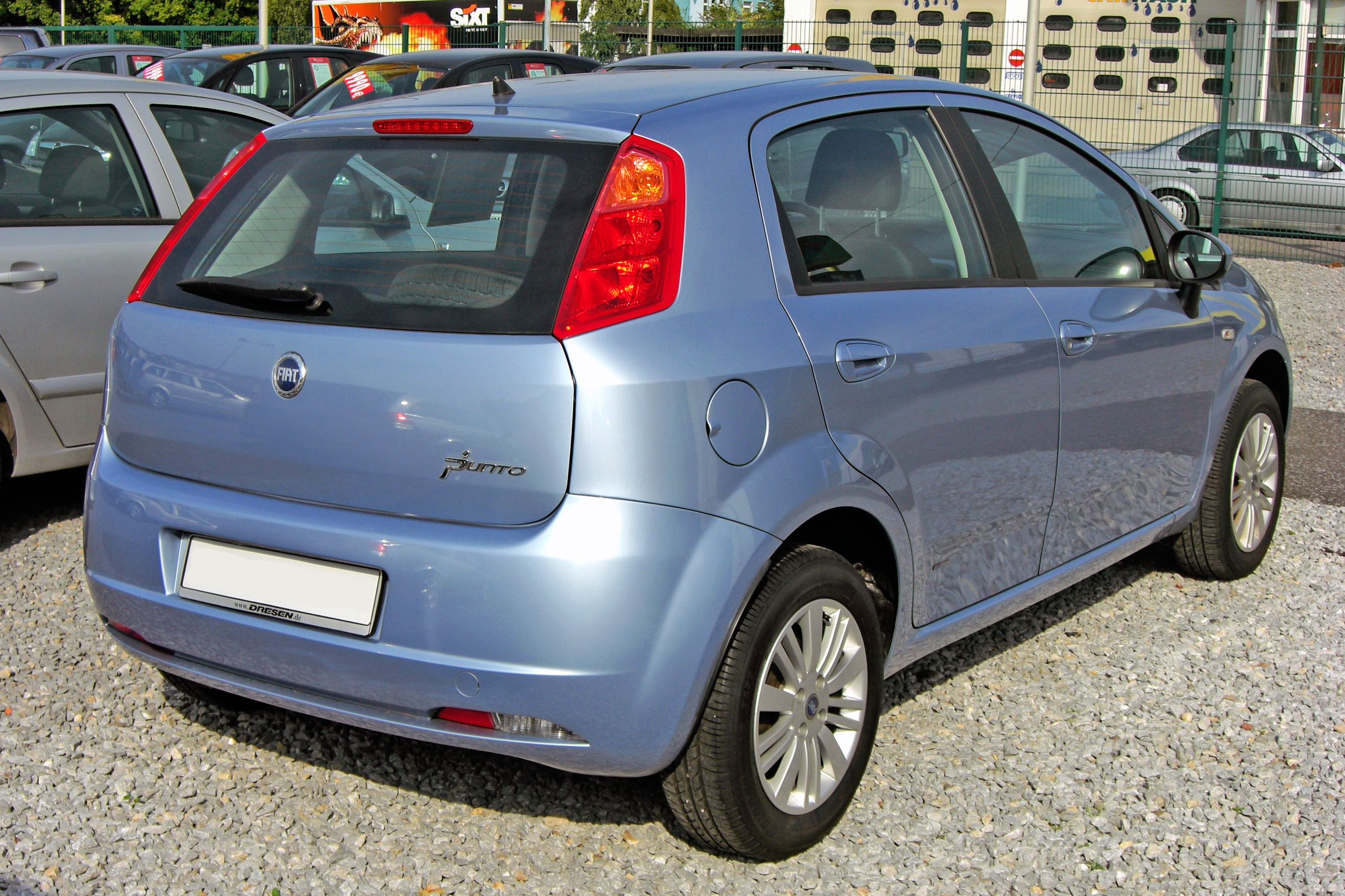
Fiat Grande Punto w wersji pięciodrzwiowej – tył

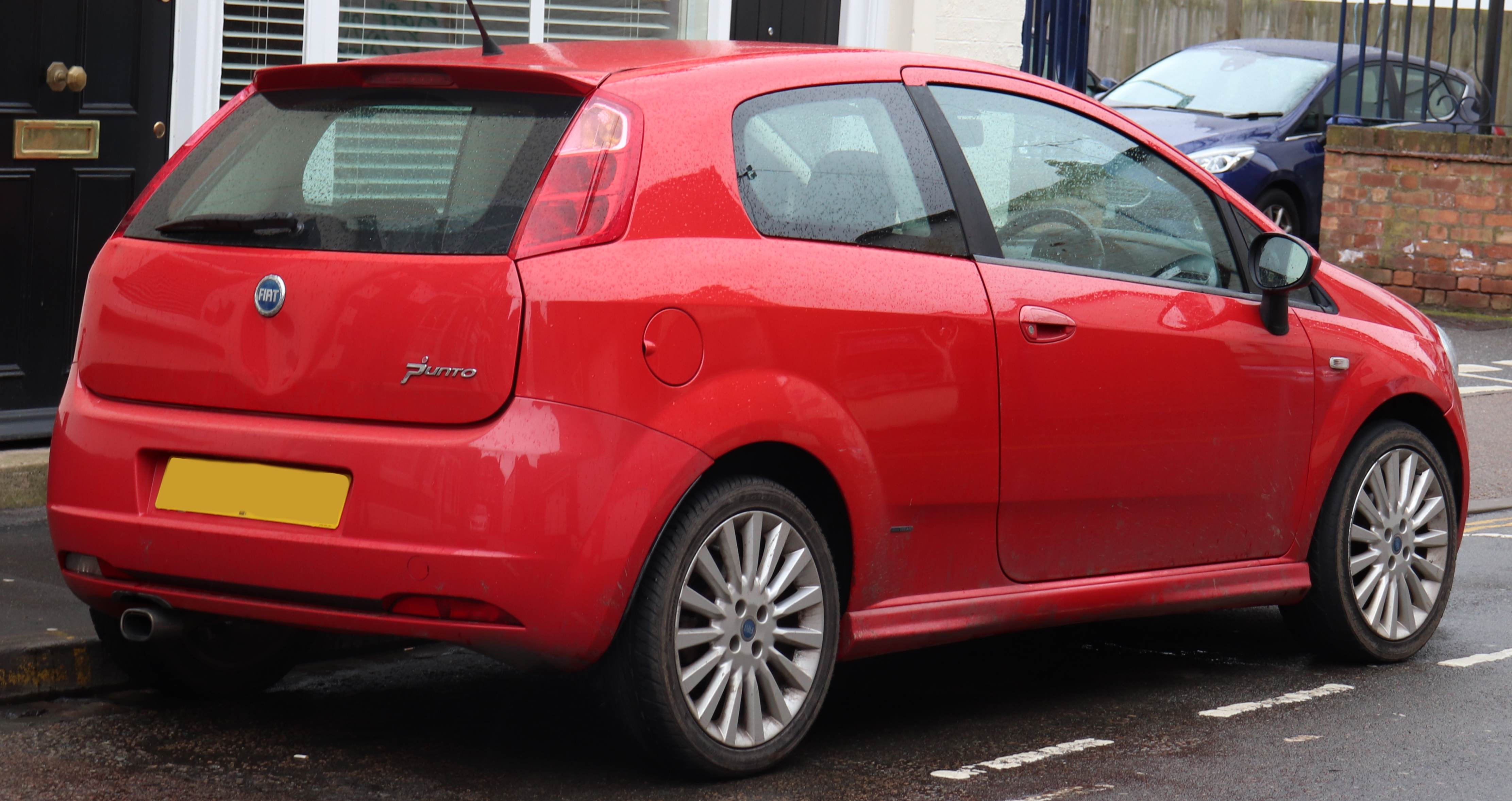
Fiat Grande Punto w wersji trzydrzwiowej – tył

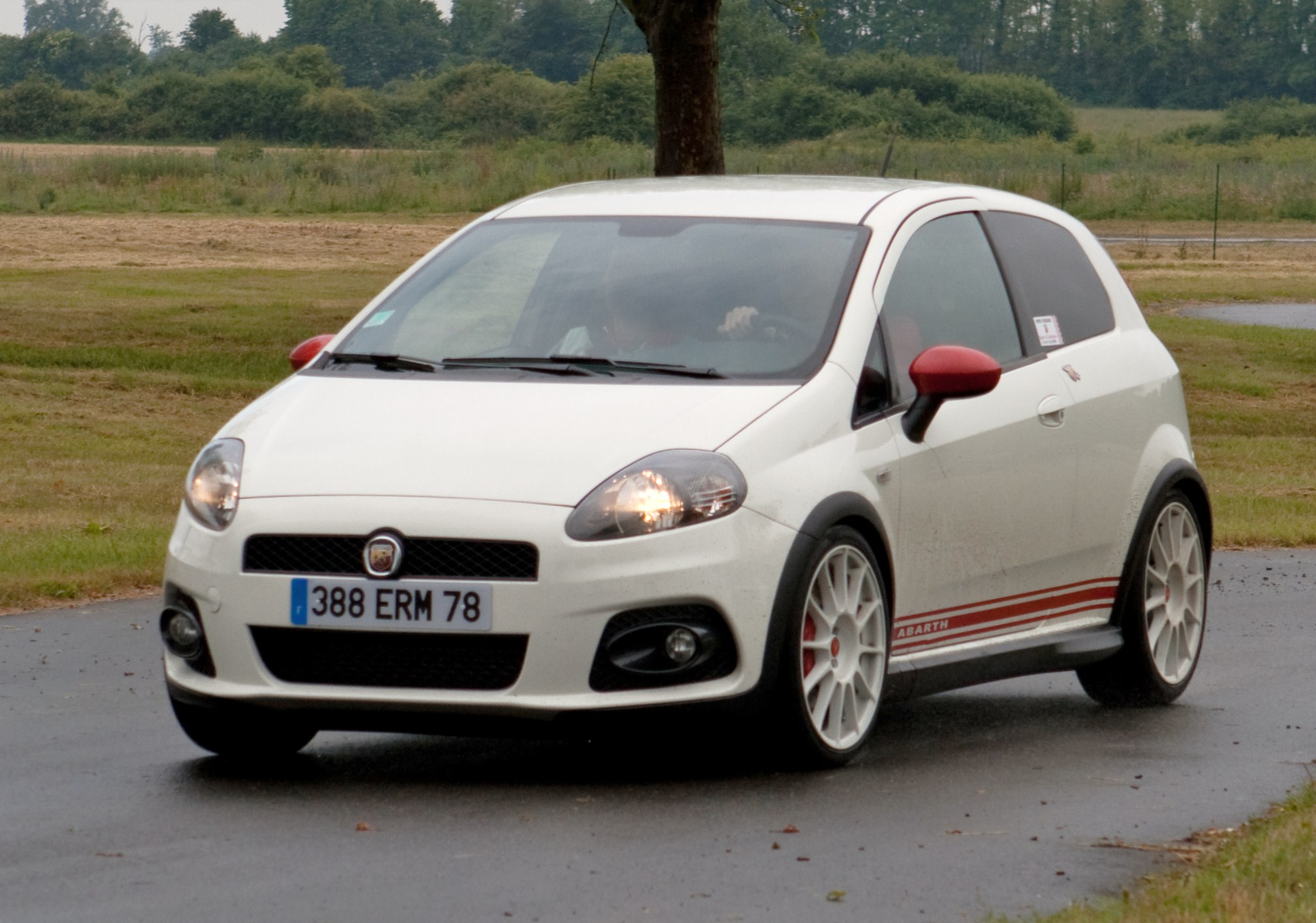
Abarth Grande Punto (odmiana usportowiona)

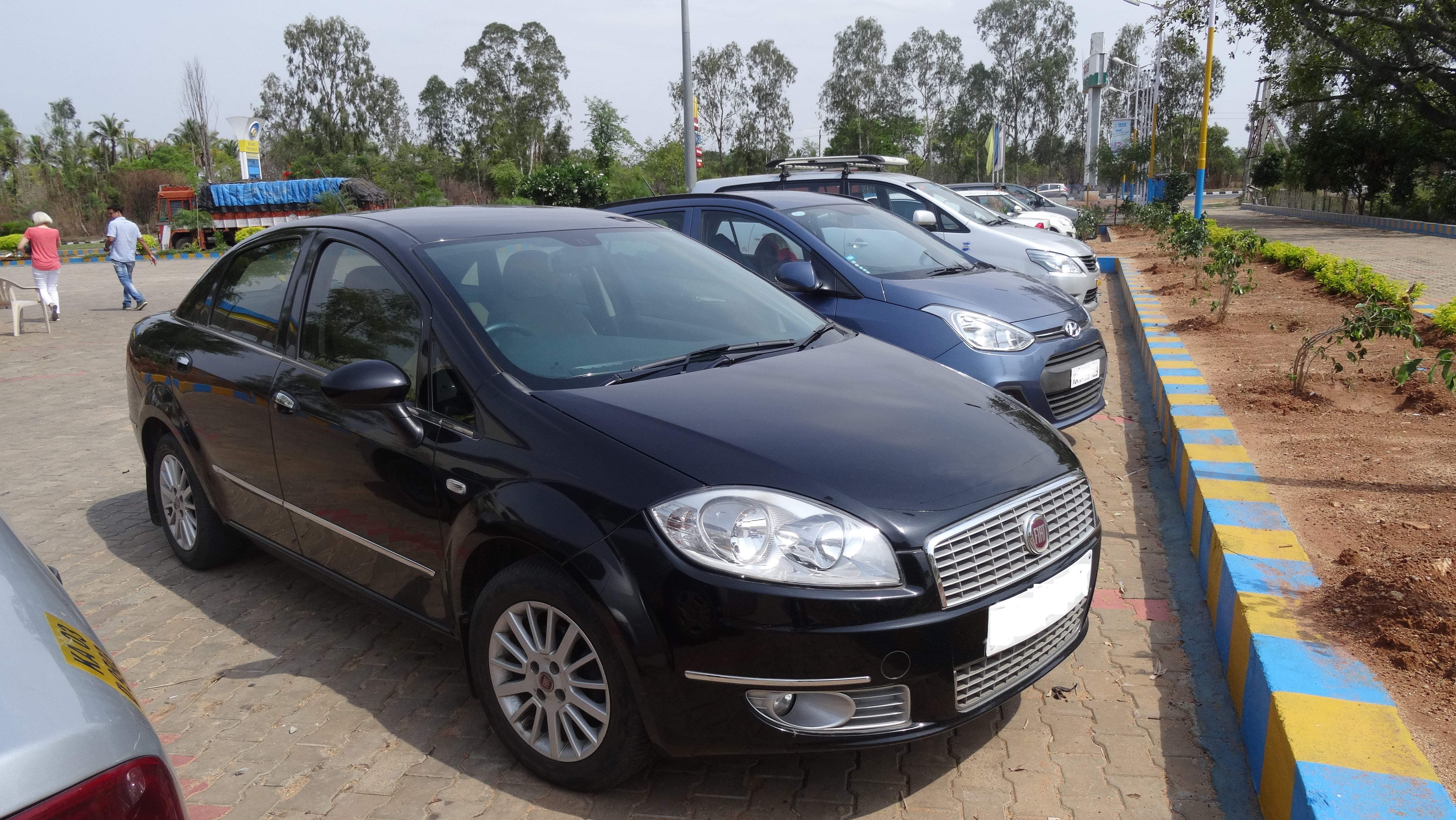
Fiat Linea (odmiana sedan)

Fiat Grande Punto został po raz pierwszy oficjalnie zaprezentowany w 2005 roku na Salonie Samochodowym we Frankfurcie.
Samochód został zbudowano jako pierwszy na platformie GM Fiat SCCS, dzielonej m.in. z Oplem Corsą D. Stylistyka nadwozia zaprojektowana została przez włoskie studio stylistyczne Italdesign pod wodzą Giorgetto Giugiaro przy współpracy z Centro Stile Fiat. Model, wyglądem nawiązuje do modeli z historii włoskiej motoryzacji, m.in. przednimi reflektorami podobnymi do tych wykorzystywanych w modelach Maserati, a także wąskimi tylnymi światłami umieszczonymi w słupkach podobnie jak w poprzednich generacjach pojazdu. Początkowo samochód oferowany był jako 3-drzwiowy hatchback.
W 2006 roku na rynek wprowadzono wersję 5-drzwiową pojazdu.
W 2007 roku zaprezentowano wersję sedan oferowaną jako model Linea. W tym samym roku na targach motoryzacyjnych we Frankfurcie zadebiutowała również usportowiona wersja pojazdu sprzedawana pod marką Abarth Grande Punto.
W 2006 roku Grande Punto otrzymało maksymalną ocenę pięciu gwiazdek w testach zderzeniowych Euro NCAP (pięć gwiazdek za bezpieczeństwo pasażerów, trzy gwiazdki za ochronę dzieci i kolejne trzy gwiazdki za ochronę pieszych) - stanowiło to wówczas najlepszy wynik w segmencie.
Samochód zdobył liczne nagrody europejskie - m in. prestiżową niemiecką Złotą Kierownicę przyznawaną przez gazetę Bild am Sonntag, nagrodę Auto Europa we Włoszech i oraz nagrodę dla najlepszego samochodu miejskiego we Francji.

### Produkcja pozaeuropejska

#### Brazylia
Na rynki Ameryki Południowej trafił samochód bardzo zbliżony wyglądem do Grande Punto (pod nazwą Punto) produkowany w Betim w Brazylii. Była to jednak pojazd różniący się konstrukcyjnie od europejskiego, określany przez Fiata jako Projekt 310. Samochód powstawał na platformie brazylijskiego Fiata Palio, co obniżyło koszty. Auto miało inne niż w Europie elementy zawieszenia i podwyższony prześwit. Poziom wyposażenia Punto z zakresu bezpieczeństwa został także zmieniony wobec samochodu z Włoch. Poduszki powietrzne i ABS były opcjonalne w tańszych wersjach, a nie seryjne, jak w Europie.
W Brazylii dostępna była tylko wersja pięciodrzwiowa. Samochody te wyposażone zostały w niedostępne w Europie silniki 1.4 8V o mocy 85 KM oraz silnik General Motors 1.8 o mocy 115 KM. Z czasem debiutowały również sprowadzane z Włoch 1.4 T-Jet o mocy 152 KM czy też silniki 1.6 16v (117 KM) i 1.8 16v (132 KM) z serii e-TorQ. Wszystkie jednostki napędowe, poza 1.4 T-Jet, były na tamtejszym rynku typu flexi-fuel - mogły być zasilane benzyną, jak i alkoholem.
Brazylijskie Punto miało restyling podobnie jak w Europie - do wersji Punto Evo. Na rynku brazylijskim miało dość wysoką cenę i nie odniosło spodziewanego sukcesu. Produkcję zakończono w 2017 roku zastępując Punto Evo modelem Fiat Argo.

#### Indie
W Indiach samochód został zaprezentowany w styczniu 2008 roku, sprzedaż rozpoczęła się  w czerwcu 2009. Grande Punto na rynek Indyjski jest produkowane przez spółkę joint venture Fiata i Tata Motors - Fiat India Automobiles w Ranjangaon koło miasta Pune. Także bazowała na wersji uproszczonej podwozia (serii 310), innej niż europejska i sprzedawana była tam pod nazwą Punto. Wytwarzana była również tamtejsza wersja Fiata Linea (sedan). Na bazie obu tych konstrukcji, we współpracy z Fiatem, zaprojektowano indyjskiego sedana Tata Indigo Manza. 
W 2014 roku zaprezentowano w Indiach uterenowioną wersję  Punto - Fiat Avventura. W tym samym roku zrestylingowano indyjskie Punto zmieniając nazwę na Punto Evo - inne zewnętrznie niż wersja europejska. W 2016 roku ukazał się w Indiach zaskakujący defacelifting samochodu pod nazwą Punto Pure - powrót do pierwotnej formy projektu Giugiaro (z 2005) - sprzedawany równolegle z Punto Evo jako tańsza, uproszczona alternatywa.

### Sprzedaż pozaeuropejska
W Australii Fiat wprowadził do sprzedaży model Grande Punto w lipcu 2006 roku - był to pierwszy Fiat oferowany tam od 1989 roku. W 2009 roku samochód wycofano z rynku ze względu na niską sprzedaż, aczkolwiek powrócił znów do salonów w 2013 roku. We wrześniu 2015 roku Grande Punto zostało definitywnie wycofany z Australii.
W Meksyku samochód debiutował w listopadzie 2006 roku. W gamie producenta pojazd znalazł się nad Fiatem Palio. Początkowo był sprzedawany tylko z silnikiem 1.4 16V z 6 biegową manualną skrzynią biegów i w dwóch wersjach wyposażenia Dynamic oraz Sport. W grudniu 2007 roku zadebiutował również silnik 1.4 T-Jet.
W Chile i na Dominikanie samochód debiutował zarówno w wersjach benzynowych jak i wysokoprężnych. W 2006 roku samochód trafił do sprzedaży także w Południowej Afryce.

### Koniec europejskiej produkcji i następca
W połowie 2009 roku zaprezentowana została gruntowanie zmodernizowana odmiana pojazdu - Punto Evo. Fiat Grande Punto oferowany był nadal w sprzedaży jako uzupełnienie oferty marki, jednak w ograniczonej ofercie silnikowej i wyposażeniowej, w stosunku do lat poprzednich. Produkcję europejskiego Grande Punto zakończono w 2012 roku.

### Silniki
| Silnik                         | Pojemność skokowa [cm³] | Typ silnika        | Moc maksymalna [KM] przy obr./min | Maks. moment obrotowy [Nm] przy obr./min | Przyspieszenie 0-100 km/h | Prędkość maksymalna | Lata produkcji     |                    |                    |                    |
| Silniki benzynowe:             | Silniki benzynowe:      | Silniki benzynowe: | Silniki benzynowe:                | Silniki benzynowe:                       | Silniki benzynowe:        | Silniki benzynowe:  | Silniki benzynowe: | Silniki benzynowe: | Silniki benzynowe: | Silniki benzynowe: |
| ------------------------------ | ----------------------- | ------------------ | --------------------------------- | ---------------------------------------- | ------------------------- | ------------------- | ------------------ | ------------------ | ------------------ | ------------------ |
| 1.2 8V                         | 1242                    | R4                 | 65/5500                           | 102/3000                                 | 14,5                      | 155                 | 2005-2012          |                    |                    |                    |
| 1.4 8V                         | 1368                    | R4                 | 77/6000                           | 115/3000                                 | 13,2                      | 165                 | 2005-2012          |                    |                    |                    |
| 1.4 16V Starjet                | 1368                    | R4                 | 95/6000                           | 125/4500                                 | 11,4                      | 175                 | 2005-2009          |                    |                    |                    |
| 1.4 16V T-Jet                  | 1368                    | R4                 | 120/6000                          | 206/2200                                 | 8,9                       | 195                 | 2007-2009          |                    |                    |                    |
| Silniki wysokoprężne:          |                         |                    |                                   |                                          |                           |                     |                    |                    |                    |                    |
| 1.3 16V Multijet               | 1248                    | R4                 | 75/4000                           | 190/1750                                 | 13,6                      | 165                 | 2005-2012          |                    |                    |                    |
| 1.3 16V Multijet               | 1248                    | R4                 | 90/4000                           | 200/1750                                 | 11,9                      | 175                 | 2005-2009          |                    |                    |                    |
| 1.6 16V Multijet               | 1598                    | R4                 | 120/3750                          | 320/1750                                 | 9,6                       | 190                 | 2008-2009          |                    |                    |                    |
| 1.9 8V Multijet                | 1910                    | R4                 | 120/4000                          | 280/2000                                 | 10,0                      | 190                 | 2005-2008          |                    |                    |                    |
| 1.9 8V Multijet                | 1910                    | R4                 | 130/4000                          | 280/2000                                 | 9,5                       | 200                 | 2005-2008          |                    |                    |                    |
| Silnik zasilany gazem ziemnym: |                         |                    |                                   |                                          |                           |                     |                    |                    |                    |                    |
| 1.4 16V Natural Power          | 1368                    | R4                 | 70/b.d.                           | 104/3000                                 | 16,9                      | 156                 | b.d.               |                    |                    |                    |

### Wersje wyposażenia
| Fresh                                           | 1.2 8V (65 KM) Standardowe wyposażenie podstawowej wersji Fresh obejmuje m.in. dwie poduszki powietrzne, system ABS z EBD, centralny zamek, elektrycznie regulowane szyby przednie, elektryczne wspomaganie kierownicy Dualdrive™ i elektrycznie regulowane lusterka boczne.                                             |
| Active                                          | 1.2 8V (65 KM) 1.4 8V (77 KM) 1.3 MultiJet (75 KM) Bogatsza wersja Active względem wersji Fresh dodatkowo wyposażona jest w m.in. kolumnę kierowniczą z regulacją w dwóch płaszczyznach, kierownicę i gałkę zmiany biegów obszyte skórą, pełnowymiarowe koło zapasowe i instalację radiową z 6 głośnikami i anteną.      |
| Dynamic                                         | 1.4 8V (77 KM) 1.4 StarJet (95 KM) 1.3 MultiJet (90 KM) Kolejna w hierarchii wersja - Dynamic względem wersji Active została dodatkowo wyposażona w m.in. centralny zamek z pilotem, komputer pokładowy, elektrycznie regulowane i podgrzewane lusterka boczne, światła przeciwmgielne i radio z CD i MP3 (6 głośników). |
| Emotion                                         | 1.6 MultiJet (120 KM) Topowa wersja Emotion została względem wersji Dynamic dodatkowo wyposażona w m.in. kurtyny powietrzne, system ESP, aluminiowe felgi 15 cali i system Blue&Me. |
| Sport                                           | 1.4 T-Jet (120 KM) 1.9 MultiJet (130 KM) Wersja Sport o usportowionym wyglądzie względem wersji Dynamic została dodatkowo wyposażona w m.in. chromowaną końcówkę rury wydechowej, sportowe zegary, spojler tylny, boczne i kurtynowe poduszki powietrzne, a także 17-calowe aluminiowe felgi.                            |
| W 2009 roku po debiucie Punto Evo zastąpiły je: | |
| Fresh                                           | 1.2 8V (65 KM) Standardowe wyposażenie podstawowej wersji Fresh obejmuje m.in. dwie poduszki powietrzne, system ABS z EBD, centralny zamek, elektrycznie regulowane szyby przednie, elektryczne wspomaganie kierownicy Dualdrive™ i elektrycznie regulowane lusterka boczne.                                             |
| Actual                                          | 1.4 8V (77 KM) 1.3 MultiJet (75 KM) Bogatsza wersja Actual względem wersji Fresh jest dodatkowo wyposażona w m.in. kolumnę kierowniczą z regulacją w dwóch płaszczyznach, homologację 5-osobową i instalację radiową z 6 głośnikami i anteną.                                                                            |

#### Wersje specjalne
| Estiva                                                     | 1.2 8V (65 KM) (tylko 5-drzwi) Wyposażenie wersji Estiva względem wersji Active dodatkowo obejmuje m.in. centralny zamek z pilotem, komputer pokładowy, elektrycznie regulowane i podgrzewane lusterka, oraz klimatyzacje manualną.                               |
| Estiva Blue&Me                                             | 1.4 8V (77 KM) 1.3 MultiJet (75 KM) (tylko 5-drzwi) Bogatsza wersja Estiva Blue&Me względem wersji Estiva dodatkowo wyposażona jest w m.in. system Blue&Me, oraz radio z CD i MP3 (6 głośników).                                                                  |
| Energy                                                     | 1.4 8V (77 KM) (tylko 3-drzwi) Wyposażenie sportowo stylizowanej wersji Energy względem wersji Active dodatkowo obejmuje m.in. spojler tylny, sportowe zegary, centralny zamek z pilotem, komputer pokładowy, klimatyzacje manualną i 15-calowe felgi aluminiowe. |
| W 2009 roku po debiucie Punto Evo ograniczono je do dwóch: | |
| Estiva                                                     | 1.2 8V (65 KM) (tylko 5-drzwi) Wyposażenie wersji Estiva względem wersji Active dodatkowo obejmuje m.in. centralny zamek z pilotem, komputer pokładowy, elektrycznie regulowane i podgrzewane lusterka, oraz klimatyzacje manualną.                               |
| Estiva Blue&Me                                             | 1.4 8V (77 KM) (tylko 5-drzwi) Bogatsza wersja Estiva Blue&Me względem wersji Estiva dodatkowo wyposażona jest w m.in. system Blue&Me, oraz radio z CD i MP3 (6 głośników).                                                                                       |

## Fiat Punto Evo

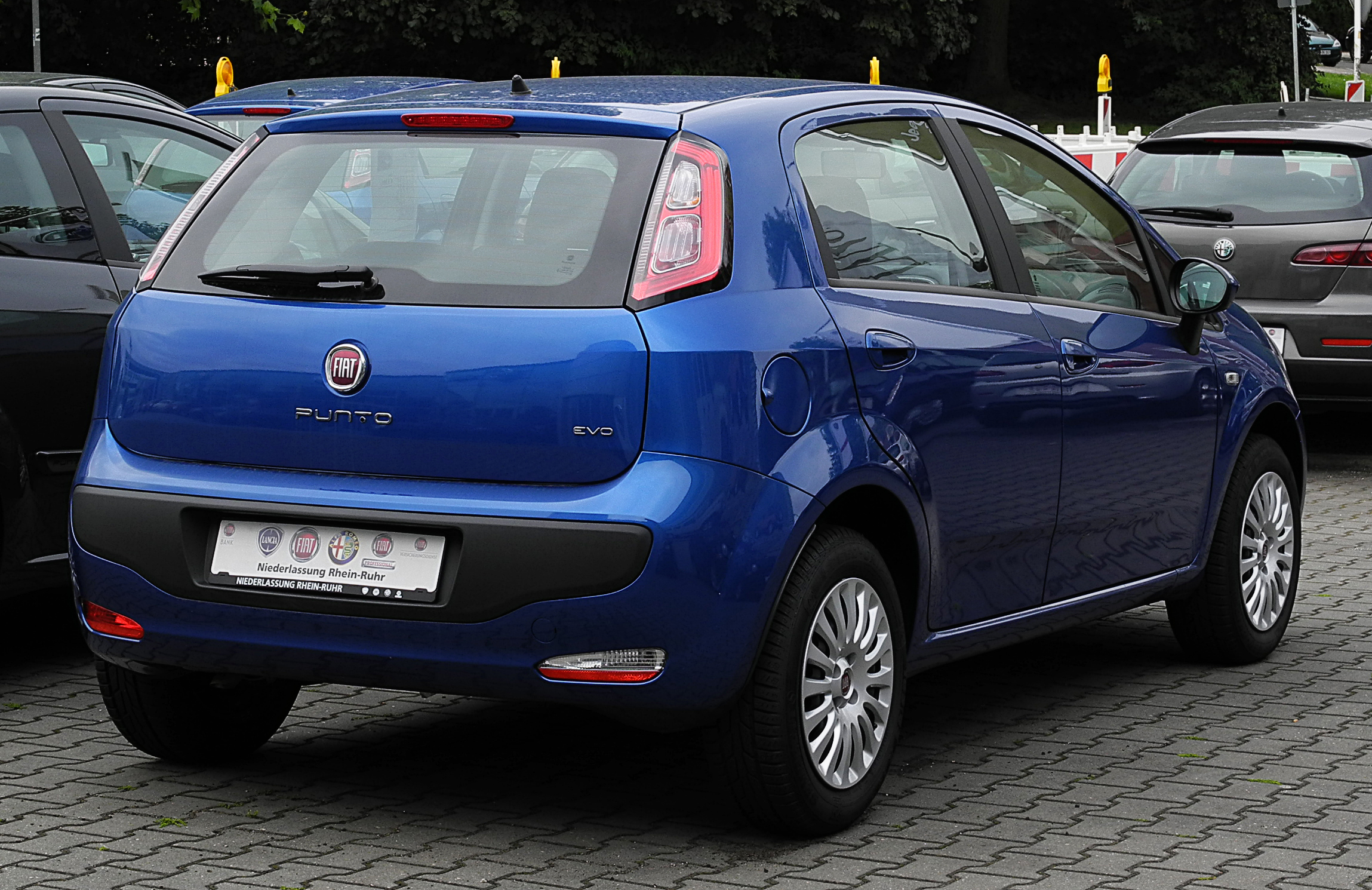
Fiat Punto Evo w wersji pięciodrzwiowej – tył

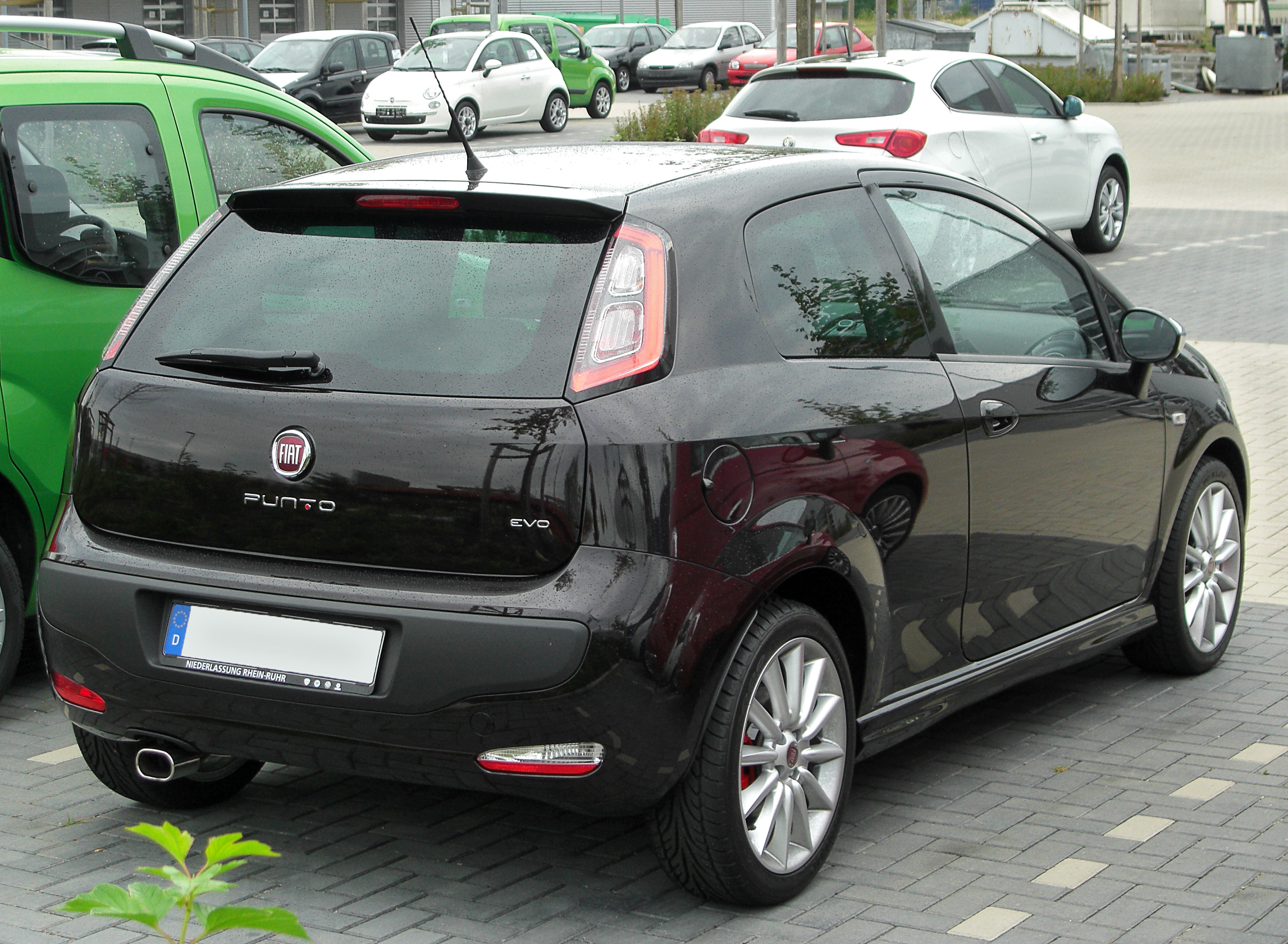
Fiat Punto Evo w wersji trzydrzwiowej – tył

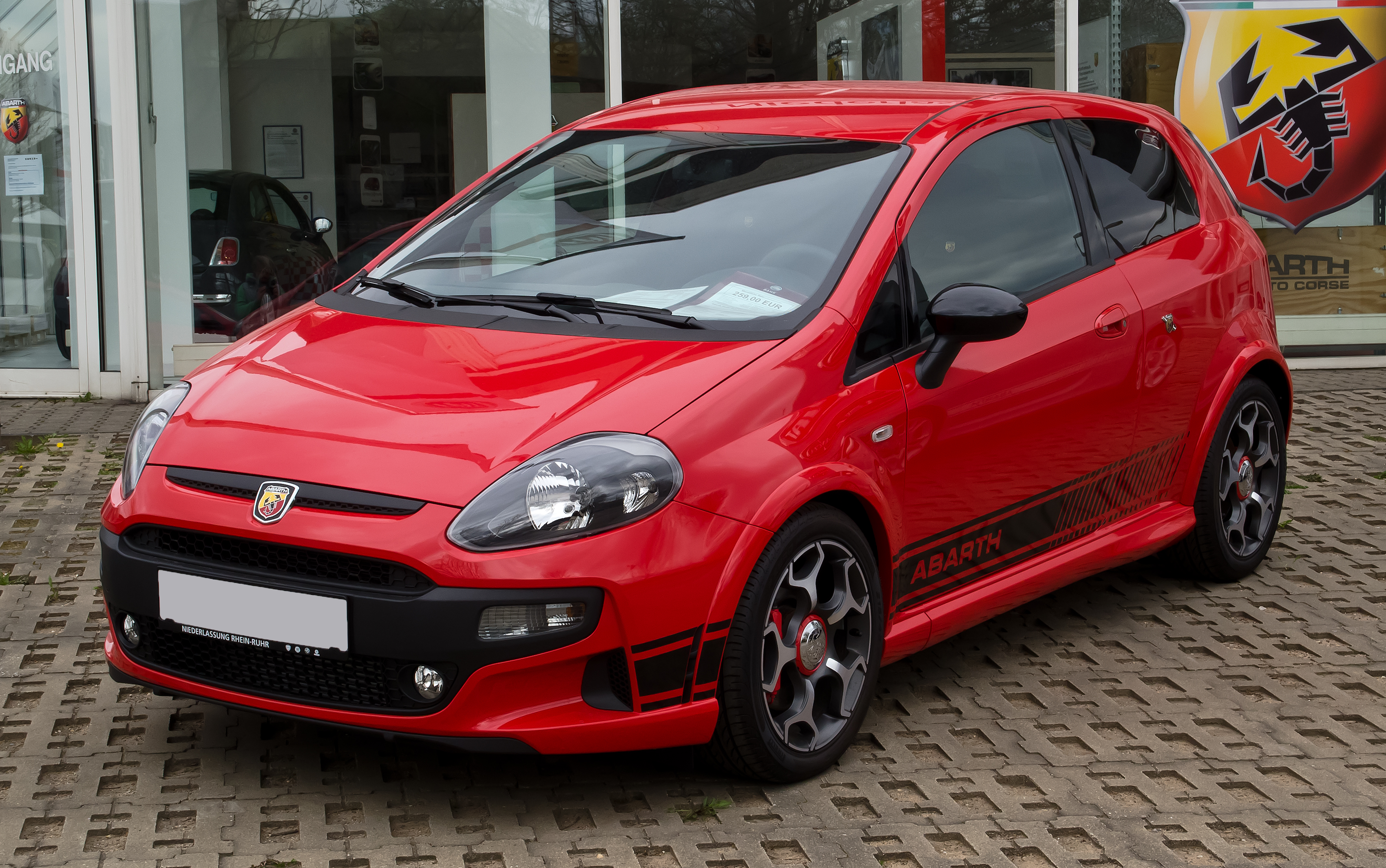
Abarth Punto Evo

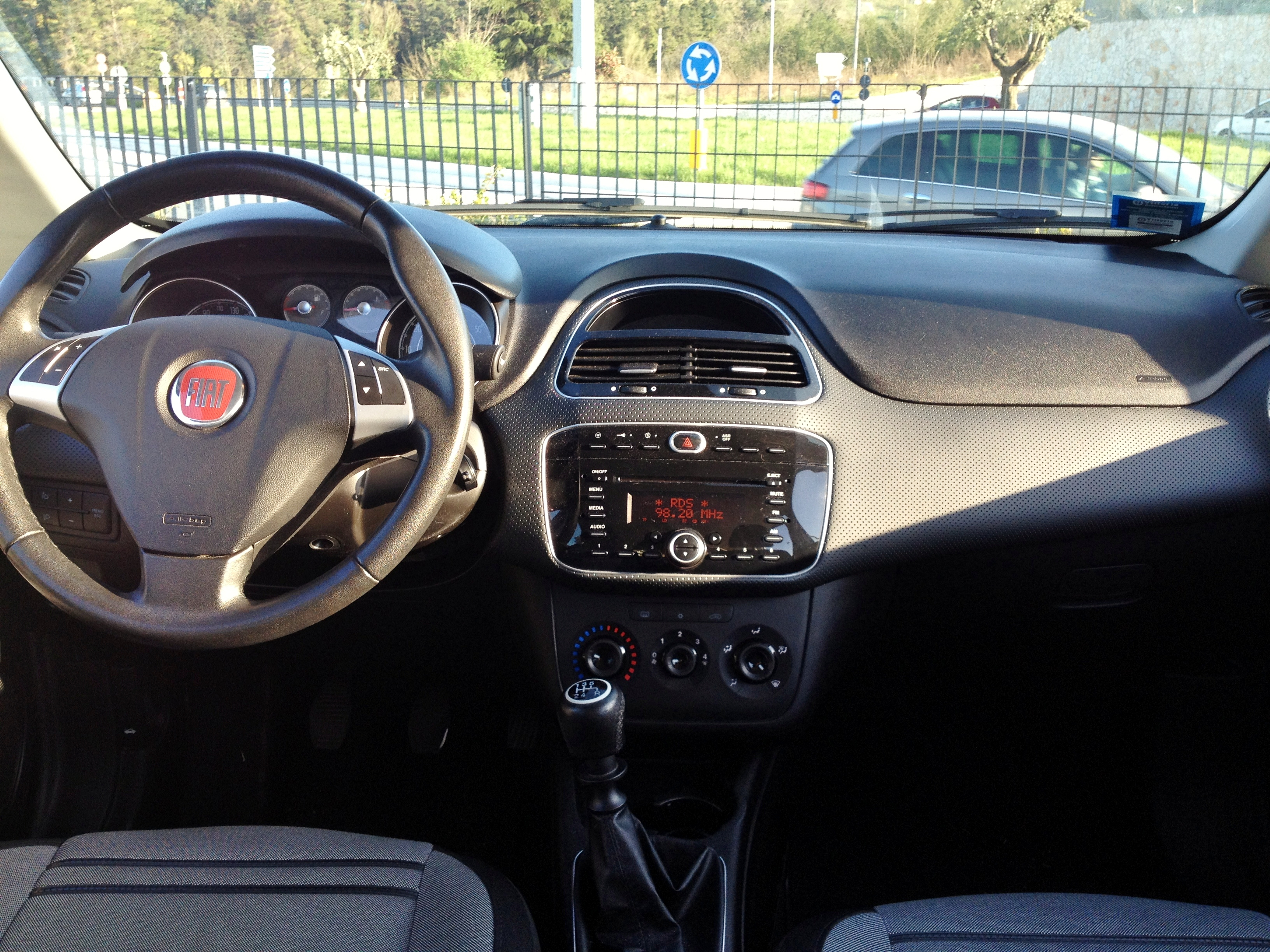
Fiat Punto Evo – wnętrze

Fiat Punto Evo został po raz pierwszy oficjalnie zaprezentowany podczas targów motoryzacyjnych we Frankfurcie w 2009 roku.
Punto Evo to model Grande Punto po liftingu. W stosunku do modelu Grande Punto, auto otrzymało zupełnie nowy przód. Zmienione zostały m.in. przednie i tylne reflektory, zderzaki oraz atrapa chłodnicy. Zastosowano także nowy wzór deski rozdzielczej, która wyposażona została w nowe zegary, siedzenia oraz oprzyrządowanie, a także wprowadzono nowe jednostki napędowe spełniające normy emisji spalin Euro 5.
W 2010 roku wprowadzono do sprzedaży usportowioną wersję Abarth Punto Evo, która była oferowana ze 165 KM doładowanym silnikiem, wykonanym w technologii MultiAir, lub w wzmocnionej wersji (EsseEsse), w której silnik osiągał 180 KM.

### Wersje wyposażeniowe
- Fresh
- Active
- Estiva
- Estiva Blue&Me
- Dynamic
- Emotion
- Energy

Standardowe wyposażenie pojazdu obejmuje m.in. 3 poduszki powietrzne, system ABS, elektryczne sterowanie szyb przednich, komputer pokładowy oraz wspomaganie kierownicy. W zależności od wyboru wersji wyposażeniowej, pojazd opcjonalnie wyposażyć można m.in. w zamek centralny sterowany pilotem, klimatyzację oraz podgrzewane i elektrycznie sterowane lusterka zewnętrzne z czujnikiem temperatury, światła przeciwmgłowe, skórzaną kierownicę i gałkę dźwigni zmiany biegów, radioodtwarzacz CD/MP3, system Blue&Me, dwustrefową klimatyzację automatyczną, czujniki parkowania, system ESP i ASR, system Hi-Fi z subwooferem oraz panoramiczny dach.

### Silniki

#### Benzynowe
- 1.2 8V 65 KM ('2009-'2011)
- 1.2 8V 69 KM ('2011-'2012)
- 1.4 8V 77 KM ('2009-'2012)
- 1.4 16V MultiAir 105 KM ('2009-'2012)
- 1.4 16V MultiAir Turbo 135 KM ('2009-'2012)
- 1.4 16V MultiAir Turbo 165 KM (Abarth Punto Evo)
- 1.4 16V MultiAir Turbo 180 KM (Abarth Punto Evo EsseEsse)

#### Wysokoprężne
- 1.3 MultiJet 75 KM ('2009-'2012)
- 1.3 MultiJet 90 KM ('2009-'2011)
- 1.3 MultiJet 95 KM ('2011-'2012)
- 1.6 MultiJet 120 KM (b.d.)

## Fiat Punto 2012

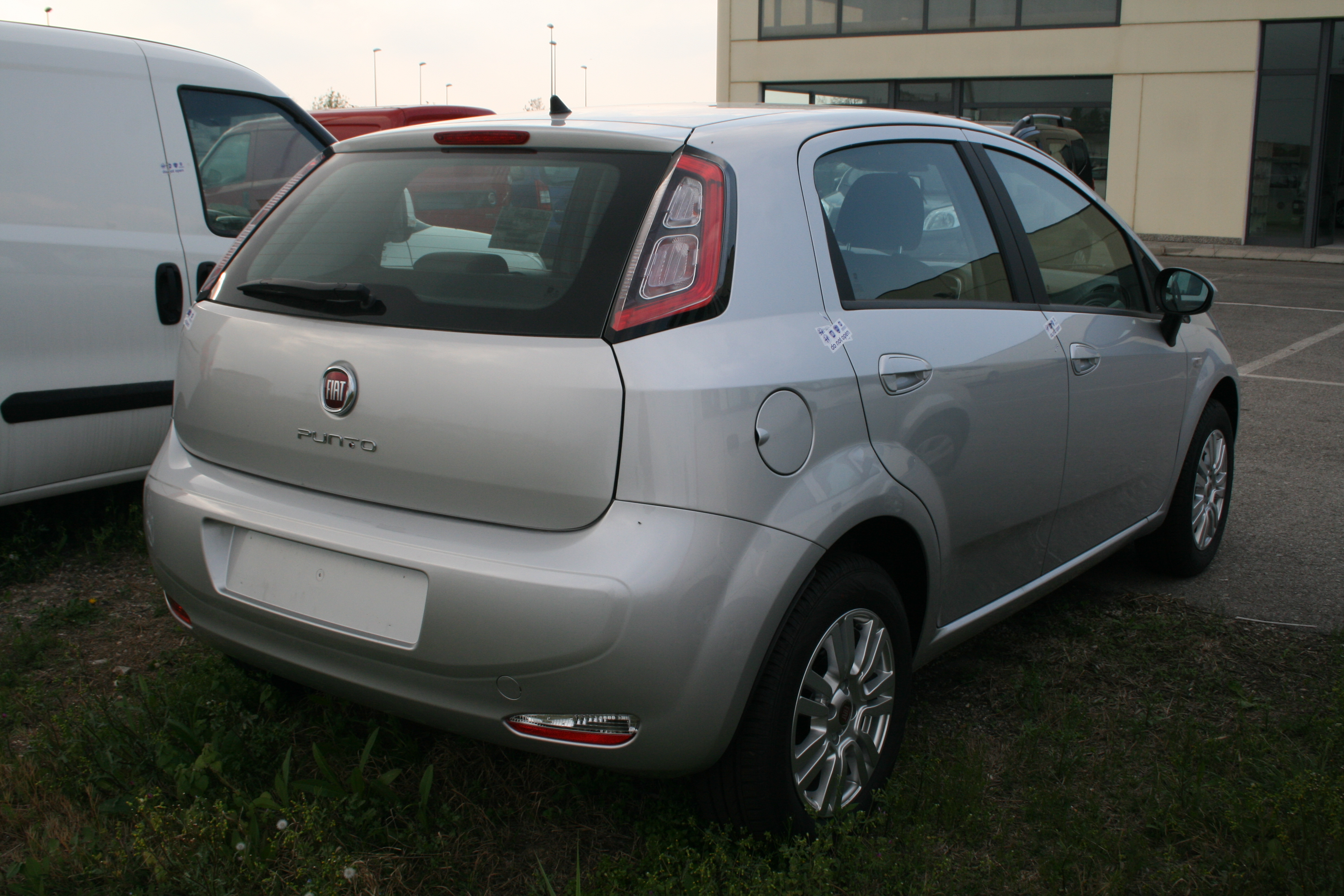
Fiat Punto 2012 – tył

Fiat Punto 2012 został po raz pierwszy oficjalnie zaprezentowany podczas targów motoryzacyjnych we Frankfurcie w 2011.
Samochód jest zmodernizowanym modelem Punto Evo i jednocześnie trzecią europejską formą modelu Grande Punto (199). Przemodelowany został przód pojazdu oraz jednostki napędowe.
W 2014 roku wzbogacono gamę napędową silnikową, o mocniejszą wersję silnika 0.9 TwinAir, miała ona 105 KM (zamiast 85).
W 2017 roku dokonano ponownego testu bezpieczeństwa, wykonanego przez organizację Euro NCAP. Samochód otrzymał wówczas najgorszy wynik w historii – 0 gwiazdek. Dziwić może fakt, że praktycznie ten sam samochód przed dwunastoma laty, otrzymał 5 gwiazdek. Otrzymanie 0 gwiazdek mogło być wynikiem m.in. braku bocznych poduszek powietrznych i nowoczesnych systemów bezpieczeństwa w podstawowej wersji. Ochronę dorosłych pasażerów, dzieci i pieszych oceniono tylko na dwie gwiazdki w pięciostopniowej skali. Przyczyniło się to do decyzji o zakończeniu produkcji samochodu w Europie w sierpniu 2018.
W latach 2005–2018 wyprodukowano łącznie 2,67 miliona egzemplarzy Grande Punto, Punto Evo i Punto 2012.

### Wersje wyposażenia

#### Standardowe
- Fresh
- Estiva
- Easy
- Lounge

Standardowe wyposażenie podstawowej wersji Fresh obejmuje m.in. dwie poduszki powietrzne, systemy ABS, EBD i BAS, centralny zamek, elektrycznie sterowane szyby przednie, kolumnę kierowniczą z regulacją w dwóch płaszczyznach, światła do jazdy dziennej i elektryczne wspomaganie kierownicy Dualdrive™.
Bogatsza wersja Estiva dodatkowo wyposażona jest w m.in. instalację radiową z 6 głośnikami i anteną, centralny zamek z pilotem, klimatyzację manualną i elektrycznie regulowane lusterka zewnętrzne.
Kolejna w hierarchii wersja - Easy dodatkowo została wyposażona w m.in. dymione reflektory przednie, kierownicę i gałkę zmiany biegów pokryte skórą, radio z 6 głośnikami, CD i MP3 i kurtyny powietrzne.

#### Specjalne
- Easy+
- TwinAir
- Jet Black II
- Young

#### Silniki
| Silnik                         | Pojemność skokowa [cm³] | Typ silnika        | Moc maksymalna [KM] przy obr./min | Maks. moment obrotowy [Nm] przy obr./min | Przyspieszenie 0-100 km/h | Prędkość maksymalna | Średnie spalanie (cykl mieszany) | Lata produkcji     |                    |
| Silniki benzynowe:             | Silniki benzynowe:      | Silniki benzynowe: | Silniki benzynowe:                | Silniki benzynowe:                       | Silniki benzynowe:        | Silniki benzynowe:  | Silniki benzynowe:               | Silniki benzynowe: | Silniki benzynowe: |
| ------------------------------ | ----------------------- | ------------------ | --------------------------------- | ---------------------------------------- | ------------------------- | ------------------- | -------------------------------- | ------------------ | ------------------ |
| 1.2 8V                         | 1242                    | R4                 | 69/5500                           | 102/3000                                 | 14,4                      | 155                 | 5,2 l                            | 2012-2018          |                    |
| 1.4 8V                         | 1368                    | R4                 | 77/6000                           | 115/3250                                 | 13,2                      | 165                 | 5,7 l                            | 2012-2018          |                    |
| 0.9 8V TwinAir                 | 875                     | R2                 | 85/5500                           | 145/2000                                 | 12,7                      | 172                 | 4,2 l                            | 2012-2014          |                    |
| 0.9 8V TwinAir                 | 875                     | R2                 | 105/5500                          | 145/2000                                 | b.d.                      | b.d.                | b.d.                             | 2014-2016          |                    |
| 1.4 16V MultiAir               | 1368                    | R4                 | 105/6500                          | 130/4000                                 | 10,8                      | 185                 | 5,7 l                            | 2012-2014          |                    |
| 1.4 16V MultiAir Turbo         | 1368                    | R4                 | 135/5000                          | 206/1750                                 | 8,5                       | 200                 | 5,6 l                            | 2012-2013          |                    |
| Silniki wysokoprężne:          |                         |                    |                                   |                                          |                           |                     |                                  |                    |                    |
| 1.3 16V MultiJet               | 1248                    | R4                 | 75/4000                           | 190/1500                                 | 13,6                      | 165                 | 4,1 l                            | 2005-2012          |                    |
| 1.3 16V MultiJet               | 1248                    | R4                 | 95/4000                           | 200/1500                                 | 11,7                      | 178                 | 4,2 l                            | 2005-2009          |                    |
| Silnik zasilany gazem ziemnym: |                         |                    |                                   |                                          |                           |                     |                                  |                    |                    |
| 1.4 8V CNG                     | 1368                    | R4                 | 70/6000                           | 104/3000                                 | 16,9                      | 156                 | 4,2 l                            | 2012-2013          |                    |

## Fiat Punto Evo 2014 (Indie)
Fiat Punto Evo 2014 został zaprezentowany po raz pierwszy w sierpniu 2014 roku w Indiach.
Ten wariant Punto to model Punto Evo po drugiej modernizacji, którą przeprowadzono specjalnie z myślą o rynku indyjskim. Auto otrzymało wiele elementów znanych z prototypu o nazwie Adventura.
Całkowicie zmodyfikowany był przód z nowymi reflektorami, maską, atrapą chłodnicy oraz zderzakiem. Z tyłu pojazdu zmieniono m.in. klosze lamp, które zostały wyposażone w diody LED, a w tylnym zderzaku zamontowano chromowaną listwę. W lusterkach zewnętrznych umieszczone zostały kierunkowskazy. We wnętrzu zmieniono jedynie kolorystykę.
Produkcja samochodu zakończyła się w listopadzie 2018 roku. Nie przewidziano następcy.

### Punto Evo 2014 Avventura
21 października 2014 roku debiutował crossover na bazie indyjskiego Punto Evo. Samochód miał być konkurentem dla takich samochodów jak Volkswagen CrossPolo czy też Ford EcoSport.

### Abarth Punto Evo 2014
W sierpniu 2015 roku producent zdecydował się wprowadzić na rynek usportowioną wersję pojazdu sygnowaną logiem Abarth. Samochód wyposażono w silnik 1.4 T-Jet o mocy 145 KM z 5-biegową manualną skrzynią biegów, zaszły także zmiany w nadwoziu i wnętrzu pojazdu.

### Wersje wyposażeniowe
- Active
- Dynamic
- Emotion

W zależności od wybranej wersji wyposażeniowej, pojazd wyposażony może być m.in. w wielofunkcyjną kierownicę, klimatyzację automatyczną, elektryczne sterowanie szyb, system audio z ekranem wyposażony w system nawigacji satelitarnej, elektryczne sterowanie lusterek oraz światła przeciwmgłowe.

### Silniki

#### Benzynowe
- 1.2 68 KM
- 1.4 90 KM

#### Wysokoprężne
- 1.3 Multijet 76 KM
- 1.3 Multijet 92 KM

## Koniec produkcji i dalsze losy
Produkcja Punto na rynkach europejskim i indyjskim zakończyła się w 2018 roku bez przewidzianego następcy. W połowie 2020 roku deklaracje producenta, koncernu Stellantis głosiły, że nowe auto pod nazwą Punto jest planowane na 2022 rok. Deklaracje te nie sprawdziły się.

## Sprzedaż w Polsce
| Rok  | Pozycja | Liczba sprzedanych sztuk | Udział w rynku |
| ---- | ------- | ------------------------ | -------------- |
| 1997 | 8       | 18 113                   | 3,8%           |
| 1998 | b.d.    | b.d.                     | b.d.           |
| 1999 | b.d.    | b.d.                     | b.d.           |
| 2000 | 5       | 20 561                   | 4,3%           |
| 2001 | 4       | 13 525                   | 4,1%           |
| 2002 | 3       | 12 024                   | 3,9%           |
| 2003 | 3       | 14 189                   | 3,9%           |
| 2004 | b.d.    | b.d.                     | b.d.           |
| 2005 | b.d.    | b.d.                     | b.d.           |
| 2006 | 8       | 7 839                    | 3,0%           |
| 2007 | 6       | 8 289                    | 2,6%           |
| 2008 | 6       | 8 699                    | 2,5%           |
| 2009 | 3       | 10 841                   | 3,2%           |
| 2010 | 6       | 9 349                    | 2,8%           |
| 2011 | 7       | 6 481                    | 2,0%           |
| 2012 | b.d.    | 3 764                    | b.d.           |
| 2013 | b.d.    | 3 008                    | b.d.           |
| 2014 | b.d.    | b.d.                     | b.d.           |
| 2015 | b.d.    | 1 668                    | b.d.           |
| 2016 | b.d.    | 1 053                    | b.d.           |
| 2017 | b.d.    | 801                      | b.d.           |